# Emydinae
Gli emidini (Emydinae Rafinesque, 1815) sono una sottofamiglia di tartarughe d'acqua dolce della famiglia degli emididi, che hanno abitudini semiterrestri.

## Etimologia
Il nome Emydinae è una parola composta da Emys (dal greco antico ἐμύς ‑ύδος, trascr. emýs ‑ýdos, «tartaruga d'acqua dolce») che è il genere tipo, e dal suffisso ‑inae che indica una sottofamiglia zoologica.

## Tassonomia
La sottofamiglia degli emidini comprende 6 generi, con le relative specie e sottospecie:

### Genere:ActinemysAgassiz, 1857
- Actinemys marmorata (Baird & Girard, 1852) – testuggine palustre marmorizzata settentrionale
- Actinemys pallida (Seeliger, 1945) – testuggine palustre marmorizzata meridionale

### Genere:ClemmysRitgen, 1828
- Clemmys guttata (Schneider, 1792) – testuggine palustre punteggiata

### Genere:EmysDuméril, 1805
- Emys orbicularis (Linnaeus, 1758) – testuggine palustre europea
  - E. o. orbicularis (Linnaeus, 1758) – testuggine palustre europea
  - E. o. eiselti Fritz, Baran, Budak & Amthauer, 1998 – testuggine palustre turca (o di Eiselt)
  - E. o. galloitalica Fritz, 1995 – testuggine palustre francoitaliana
  - E. o. hellenica (Valenciennes, 1832) – testuggine palustre ellenica
  - E. o. ingauna Jesu, Piombo, Salvidio, Lamagni, Ortale & Genta, 2004 – testuggine palustre ligure
  - E. o. occidentalis Fritz, 1993 – testuggine palustre occidentale (o iberica, o magrebina)
  - E. o. persica Eichwald, 1831 – testuggine palustre orientale (o persiana)
- Emys trinacris Fritz, Fattizzo, Guicking, Tripepi, Pennisi, Lenk, Joger & Wink, 2005 – testuggine palustre siciliana

### Genere:EmydoideaGray, 1870
- Emydoidea blandingii (Holbrook, 1838) – testuggine palustre maculata (o di Blanding)

### Genere:GlyptemysAgassiz, 1857
- Glyptemys insculpta (Le Conte, 1830) – testuggine palustre scolpita dei boschi
- Glyptemys muhlenbergii (Schoepff, 1801) – testuggine palustre scolpita dei pantani

### Genere:TerrapeneMerrem, 1820
- Terrapene carolina (Linnaeus, 1758) – tartaruga scatola comune
  - T. c. carolina (Linnaeus, 1758) – tartaruga scatola orientale
  - T. c. bauri Taylor, 1895 – tartaruga scatola della Florida
  - T. c. major (Agassiz, 1857) – tartaruga scatola della Costa del Golfo
  - T. c. mexicana (Gray, 1849) – tartaruga scatola Messicana
  - T. c. triunguis (Agassiz, 1857) – tartaruga scatola tridattila
  - T. c. yucatana (Boulenger, 1895) – tartaruga scatola dello Yucatan
- Terrapene coahuila Schmidt & Owens, 1944 – tartaruga scatola acquatica
- Terrapene nelsoni Stejneger, 1925 – tartaruga scatola punteggiata
  - T. n. nelsoni Stejneger, 1925 – tartaruga scatola punteggiata meridionale
  - T. n. klauberi Bogert, 1943 – tartaruga scatola punteggiata settentrionale
- Terrapene ornata (Agassiz, 1857) – tartaruga scatola occidentale
  - T. o. ornata (Agassiz, 1857) – tartaruga scatola ornata
  - T. o. luteola Smith & Ramsey, 1952 – tartaruga scatola del deserto